# Чаговець Василь Миколайович
Чаговець Василь Миколайович (народився 6 серпня 1948) — український політик. З березня 1998 по квітень 2002 — Народний депутат України 3-го скликання, обраний по виборчому округу № 180 Харківська область. На момент виборів — позапартійний.

## Біографія
Народився 06 серпня1948 року у селищі Карайкозівка Краснокутського району Харківської області.
Захоплення -  мисливство.

## Освіта
1963 - 1967рр. - Харківський електромеханічний технікум, технік - електрик
1967 - 1970рр. - Український заочний політехнічний інститут, "Автоматика і телемеханіка"
1967 - 1973рр. - Харківський інститут радіоелектроніки, інженер - електрик, "Обчисл. техніка".

## Родина
- Батько: Микола Омелянович (1926 р) - пенсіонер
- мати: Пелагея Іванівна (1922 р) - пенсіонерка
- дружина: Олена Анатоліївна (1964 р) - бухгалтер Краснокутської райради
- дочка: Світлана (1971 р) - учитель Любівської середньої школи
- син: Костянтин (1974 р) - інженер  "Харківтрансґазу"
- син: Микола (1985 р).

## Діяльність
- 1967 - електромонтер, буд.-монтажний поїзд N 3
- 1967 - 1968 рр. - електромонтер, Спецуправління N 673 м.Харків
- 1968 - 1972 рр. - механік з ремонту обчислення техніки, Краснокутська р-на машинно-обчислювальна станція
- 1972 - 1977 рр.- завідувач оргвідділу 2-й секр., Краснокутський РК ЛКСМУ
- 1977 - 1981 рр.- інструктор оргвідділу, Краснокутський РК КПУ
- 1981-  1984 рр. - начальник Краснокутського управління зрошувальних систем
- 1984 - 1998 рр. - майстер, начальник дільниці Краснокутського нафтоґазопромисел державного підприємства "Харківтрансґаз" АТ "Укрґазпром".

## Діяльність у Верховній Раді
- Народний  депутат України 3 скликання березень 1998 року по квітень 2002 року, виборчий округ N 180, Харківської області. На час виборів: начальник Краснокутського нафтоґазопромислу державного підприємства "Харківтрансґаз" АТ "Укрґазпром".
- Член фракції НДП травень1998 року по лютий 1999 року
- Член ґрупи "Відродження реґіонів" лютий 1999 року по квітень 2001 року
- Член фракції Партії "Демократичний союз" квітень-червень 2001 рр.
- Член ґрупи "Реґіони України" червень - листопад 2001 рр.
- Член фракції "Реґіони України" з  листопада 2001 року
- Член Комітету з питань паливно-енергетичного комплексу, ядерної політики та ядерної безпеки з липня 1998 року, голова підкомітету з енергетики та енергозбереження Комітету з питань паливно-енергетичного комплексу, ядерної політики та ядерної безпеки.

## Діяльність після закінчення повноважень
30 серпня 2004 призначений на посаду члена спостережної ради НАК «Надра України».

Працював начальником Краснокутського нафтогазпромислу державного підприємства «Харківтрансгаз» акціонерного товариства «Укргазпром».